# Andrena murietae
Andrena murietae là một loài Hymenoptera trong họ Andrenidae. Loài này được Ribble mô tả khoa học năm 1968.